# Tabernaemontana cymosa
Tabernaemontana cymosa é uma espécie de planta do gênero Tabernaemontana.  

## Taxonomia
A espécie foi descrita em 1760 por Nikolaus Joseph von Jacquin. 

## Uso
O extrato desta planta apresenta atividade larvicida, e possui compostos antivirais, testados em condições de laboratório como inibidores dos vírus da dengue e chinkungunya.  